# Зимунай
Зимунай или Цзимунай (кит. упр. 吉木乃县, пиньинь Jímùnǎi xiàn) — уезд в округе Алтай Синьцзян-Уйгурского автономного района КНР. Административный центр — посёлок Топтерек.

## География
На севере Зимунай граничит с уездами Каба и Бурчун, на северо-востоке — с городским уездом Алтай, на юге — с округом Чугучак, на западе — с Казахстаном.

## История
В карстовой пещере Тунтянь в уезде Зимунай археологи нашли наскальные рисунки, датируемые возрастом 10 тыс. лет, орудия труда первобытных людей, глиняную посуду.
Уезд Зимунай был образован в 1930 году.

## Население
По состоянию на 2018 год в уезде проживало 37,91 тыс. человек, в том числе 24,4 тыс. казахов, 12,4 тыс. ханьцев, 0,7 тыс. хуэй и 0,2 тыс. уйгуров.

## Административное деление
Уезд Зимунай делится на 4 посёлка и 3 волости:
- Topterek Town (托普铁热克镇)
- Jeminay Town (吉木乃镇)
- Qarjaw Town (喀尔交镇)
- Ulastay Town (乌拉斯特镇)

- Tost Township (托斯特乡)
- Xalxikay Township (恰勒什海乡)
- Besterek Township (别斯铁热克乡)

Отдельной административной единицей является 186-й полк Синьцзянского производственно-строительного корпуса.

## Экономика
14 февраля 2023 года была официально введена в эксплуатацию Зона приграничной торговли Цзимунай (импорт готовых продуктов питания, напитков, сухофруктов, муки, растительного масла, замороженной рыбы и других товаров из Монголии, Казахстана и Узбекистана).
9 марта 2024 года в уезде Цзимунай прошло открытие пилотной зоны открытого сельскохозяйственного сотрудничества (обработка сельскохозяйственной продукции).

## Транспорт
Автодорожный КПП Цзимунай — Майкапшагай, расположенный на границе Китая и Казахстана, является важным логистическим узлом китайско-казахской торговли и туризма.